# Topaze (film 1933 Gasnier)
Topaze è un film del 1933 diretto da Louis J. Gasnier. Si tratta di una delle due versioni girate nel 1933 sul testo di Marcel Pagnol che si avvale anche della sua sceneggiatura (l'altro Topaze era la versione inglese girata da Harry d'Abbadie d'Arrast interpretato da John Barrymore). Il film non soddisfece Pagnol, che nel 1936 volle girare la sua versione.